# Prison centrale de Saturraran
Prisión Central de Saturrarán • Saturrarango Emakumeen Kartzela
La prison centrale de Saturraran est une ancienne prison pour femmes de l'Espagne franquiste (1938-1944), située sur la plage de Saturraran de Mutriku, en Guipuscoa, au Pays basque.
Entre 3 000 et 4 000 femmes y ont été emprisonnées, dont certaines avec leurs enfants.

## Histoire
À la fin du XIXe siècle, la plage de Saturraran devient une zone d'hôtels de luxe. En 1921, plusieurs édifices sont cédés au diocèse de Vitoria, qui les convertit en séminaire et centre balnéaire estival. 
Pendant la guerre d'Espagne, l'armée de la République prend les lieux. 
L'établissement est transformé en caserne par les requetés navarrais au printemps 1937. Devant l'afflux de femmes prisonnières à la déroute de l'Armée populaire de la République dans les Asturies et la perte du Front du nord par les Républicains à l'automne 1937, les nationalistes décident d'y créer le 29 décembre 1937 une prison pour incarcérer les prisonnières politiques républicaines dans des conditions inhumaines, certaines femmes étant enceintes à leur arrestation. Elle devient la plus grande prison pour femmes du nord de l'Espagne. 156 femmes et 38 enfants (filles et garçons) y meurent.
Utilisée sous la dictature après l'arrivée au pouvoir de Franco en 1939, la prison est démolie en 1944.

## Personnalités illustres emprisonnées

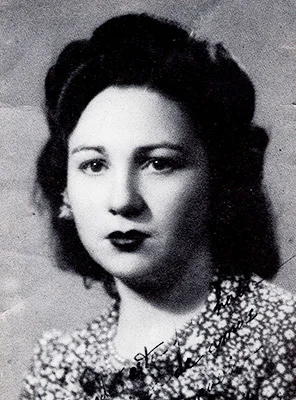
Ángeles Flórez Peón (1918-2024).

- Ángeles Flórez Peón (1918-2024).Dolores Valdés Fernandez (1882-1967), militante des droits des femmes[9];
- Urania Mella (1900-1945), femme politique espagnole,
- Josefa García Segret (1900-1986), institutrice;
- María Bruguera Pérez (1913-1992), militante féministe libertaire;
- Nieves Torres (1918-2013), la quatorzième Rose du groupe des fusillées du groupe de résistantes des Treize Roses[10];
- Ángeles Flórez Peón (1918-2024), infirmière, soldate de la guerre d'Espagne;
- Rosario Sánchez Mora (1919-2008), dite La Dynamiteuse, soldate de la guerre d'Espagne.

## Mémoire historique
- L'écrivaine Tomasa Cuevas a recueilli durant son travail de recherche les témoignages de plusieurs détenues, dont Rosario Sánchez Mora, Urania Mella, Josefa García Segret et Ángeles Flórez Peón[11].
- En 2011, le destin tragique de ces femmes et de leurs enfants est reconnu officiellement par le Parlement basque[12].